# Filhos da Liberdade

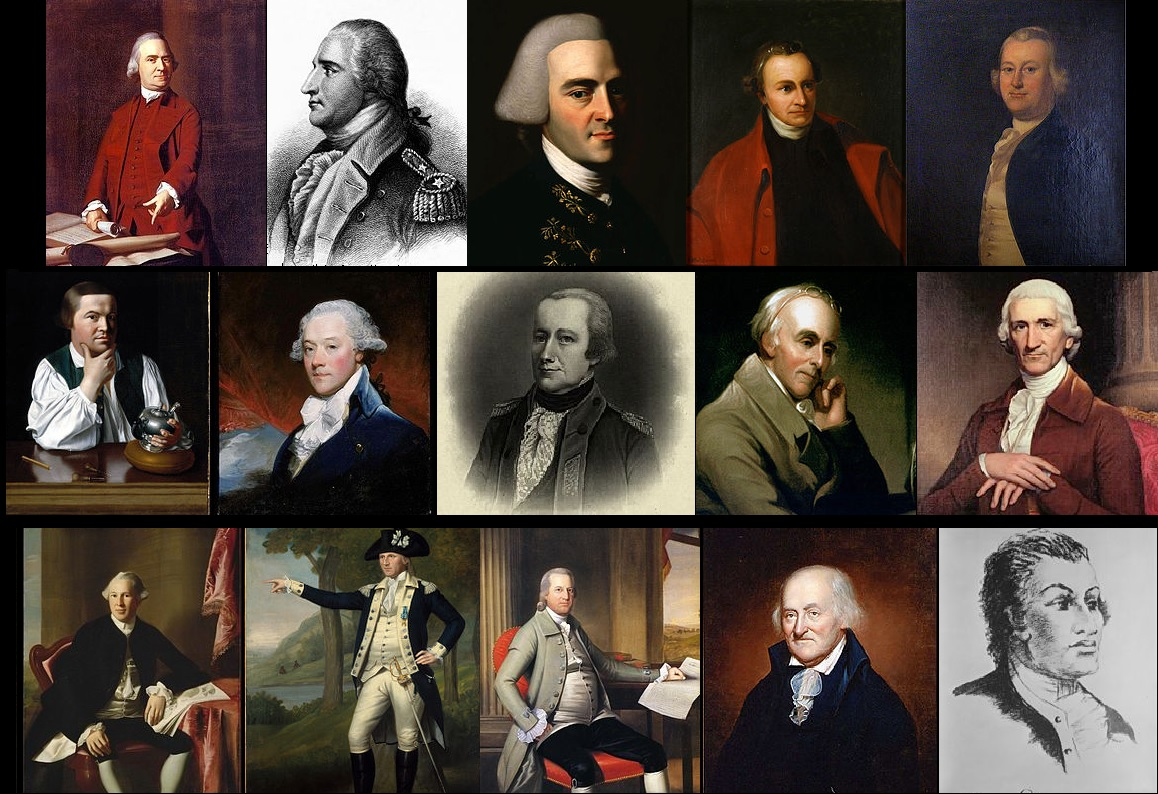
1ª fileira: Samuel Adams • Benedict Arnold • John Hancock • Patrick Henry • James Otis, Jr. 2ª fileira: Paul Revere • James Swan • Alexander McDougall • Benjamin Rush • Charles Thomson 3ª fileira: Joseph Warren • Marinus Willett • Oliver Wolcott • Christopher Gadsden • Haym Salomon; Não na imagem: Hercules Mulligan, Thomas Melville

Filhos da Liberdade foi uma organização secreta de patriotas americanos originada nas Treze Colônias durante a Revolução Americana.

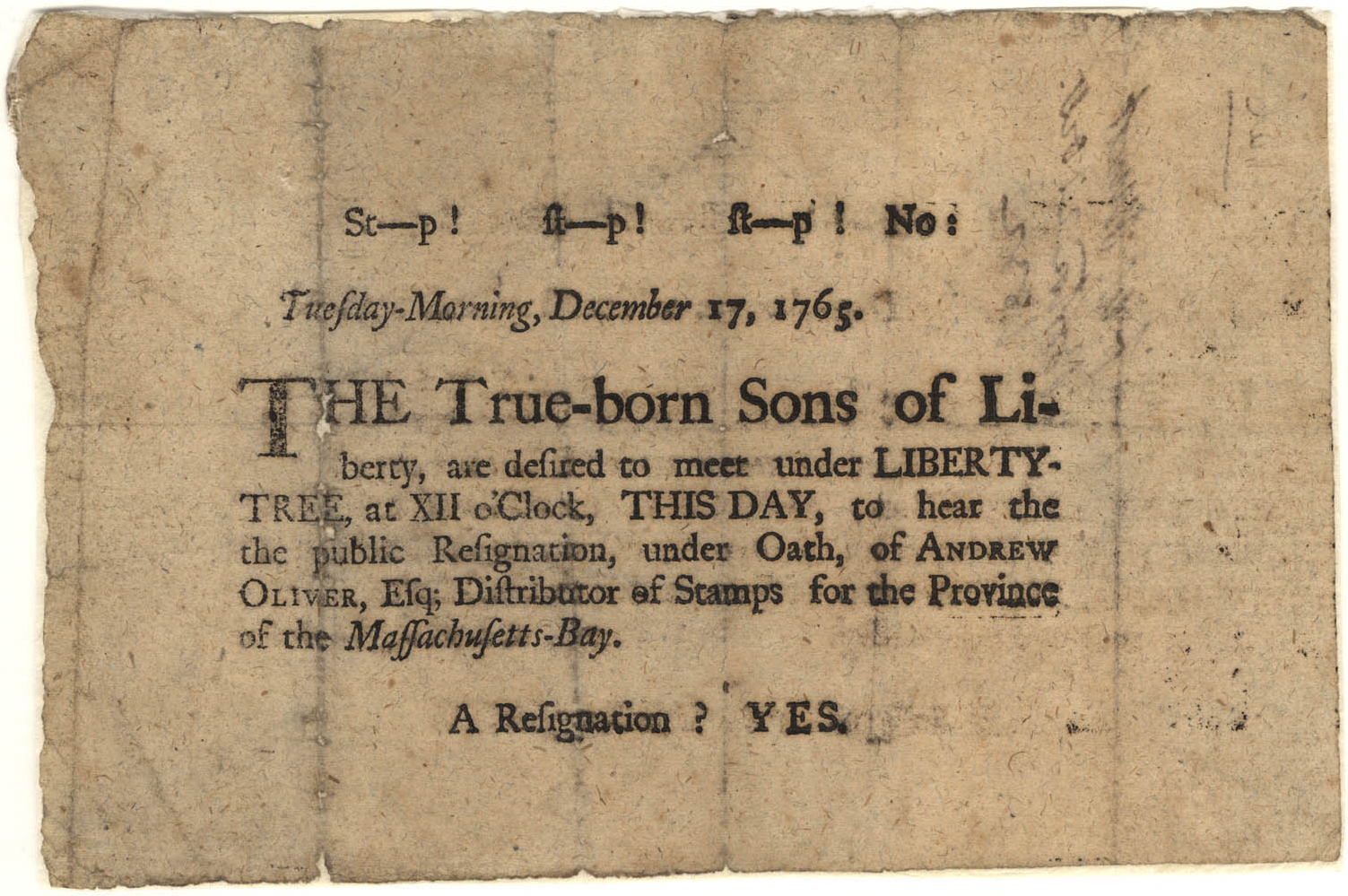
Um impresso de 1765

Era constituída de patriotas americanos que se formou na pré-independência do colonialismo britânico da américa do norte. O grupo foi formado para proteger os direitos dos colonos e para levar para as ruas protestos contra os impostos e usurpações feitos pelo governo britânico depois de 1766. Eles ficaram conhecidos pela realização da Festa do Chá de Boston em 1773, o que desencadeou uma série de atos de intensa repressão do governo britânico, ocasionando uma reação contrária pelos Patriotas que levou diretamente à Guerra Revolucionária Americana em 1775.

## Origem
Após 1765 as grandes cidades americanas viram a formação de grupos secretos, configurados para defender os seus direitos. Boston tinha "Boston Caucus Club", liderado por Samuel Adams e composta por artesãos, comerciantes, mercadores e profissionais, bem como o "Loyal Nine". Grupos como estes foram absorvidos por uma organização maior Sons of Liberty(Filhos da Liberdade). Seu nome vem de um discurso no Parlamento britânico pelo coronel Isaac Barré referindo-se aos colonos como sons of liberty.
No imaginário popular, a Sons of Liberty foi uma organização formal, mas oculta com líderes e membros reconhecidos. Mas provavelmente, o nome era uma metáfora para qualquer homem que resistisse aos novos impostos da Coroa, suas leis e seus atos. O nome conhecido permitiu aos organizadores arregimentar anônimos, tais como Liberty Tree, Liberty Pole ou outra qualquer reunião pública. Além disso, um nome unificador ajudou a promover esforços inter-colonial contra o Parlamento e as ações da coroa. Tornou-se seu lema, "nenhuma tributação sem representação" (representação no parlamento local).

## História

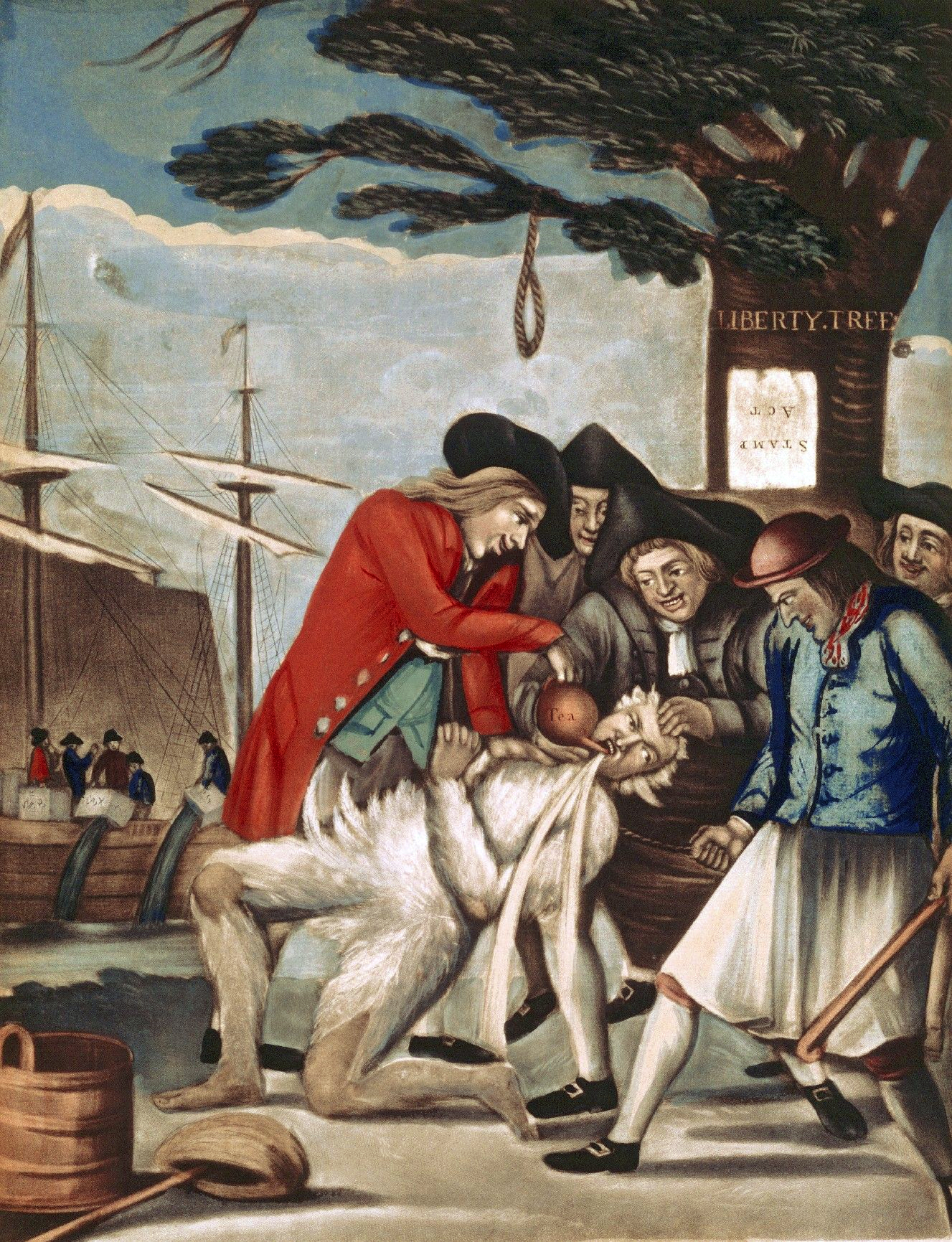
Retrato de cidadãos de Boston pagando impostos em 1774, derramando chá quente em funcíonário britanico (caracterizado na cabeça com o selo).

Depois de derrotar a França na guerra francesa e indígena, o Império britânico procurou fornecer cargos para centenas de oficiais militares e mais 10 000 outros e pretendia que os americanos pagassem por isso. Foi aprovado uma série de impostos, então quando os americanos se recusaram a pagar sobre o argumento de "Não tributação sem representação" (não havia nenhum representante americana no Parlamento), o parlamento insistiu em seu direito de governar as colônias. O imposto mais incendiário foi o ato do selo de 1765, que causou uma tempestade de oposição através de resoluções legislativas (começando na província de Virgínia), manifestações públicas (a partir da província de Massachusetts), ameaças e ocasionais perdas dolorosas.
Grupos que se identificaram como filhos da liberdade existiram em quase todas as colônias. A organização espalhou-se mês a mês, depois de forma independente começou em várias outras colônias. Em agosto de 1765 foi comemorado a fundação do grupo em Boston. Em 6 de novembro, uma Comissão foi criada em Nova York para corresponder-se com outras colônias. Em dezembro formou-se uma aliança entre grupos de Nova York e Connecticut. Janeiro demonstrou correspondência entre Boston e Nova York, e em março, Providence tinha iniciado conexões com Nova York, New Hampshire, Newport e Rhode Island. Março também marcou o surgimento de organizações de Sons of Liberty, em Nova Jersey, Maryland e Norfolk, Virgínia, e um grupo local criado na Carolina do Norte estava atraindo o interesse da Carolina do Sul e na Geórgia.
Os líderes dos Filhos da Liberdade surgiram principalmente a partir da classe média, artesãos, comerciantes, advogados e políticos locais. Samuel Adams e seu primo John não eram membros do Sons of Liberty para não serem conectados diretamente com qualquer violência que a organização pudesse ter participado. No entanto, havia membros dos filhos da liberdade que tinham poder e influência, como Benjamin Edes, um editor e John Gill da Boston Gazette que produziram um fluxo constante de notícias e opiniões. Samuel Adams foi ligado com a Gazeta de Boston e publicou muitos artigos sob um pseudônimo. Isto implicou que Samuel Adams foi provavelmente particípe da organização através de escritos, opiniões compartilhadas e associação com membros proeminentes. Embora eles falassem contra as ações do governo britânico, eles ainda alegavam ser leais à coroa. Seu objetivo inicial era garantir seus direitos como ingleses. Durante a crise do ato do selo Sons of Liberty professou contínua lealdade ao rei, porque eles mantinham uma "confiança fundamental" na expectativa de que o Parlamento pudesse fazer o correto e revogar o imposto.

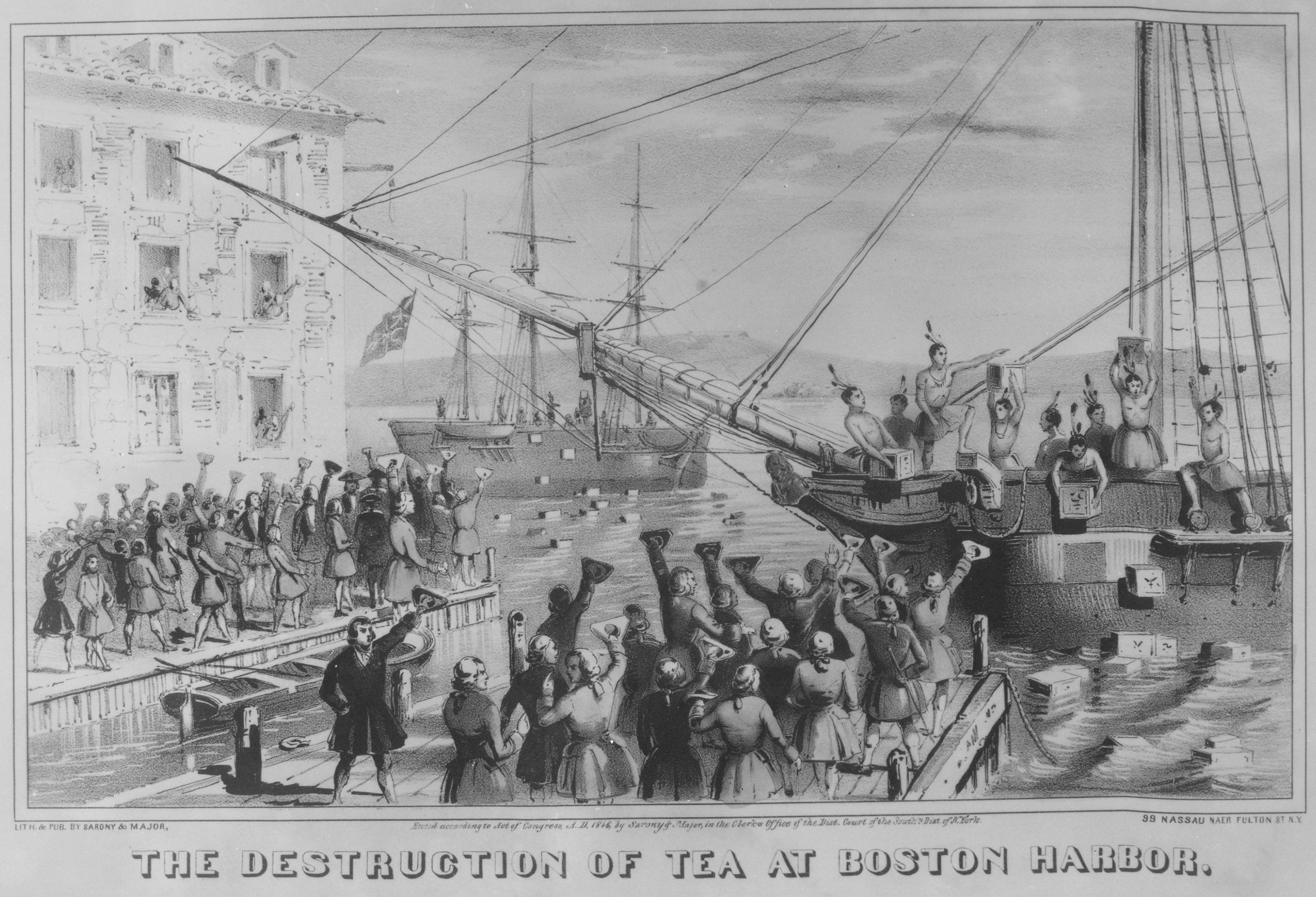
Festa do Chá de Boston em 1846

Para adicionar peso a sua causa, os Filhos da Liberdade sabiam que precisavam apelar para as massas que compunham as classes mais baixas. Vários membros do Sons of Liberty imprimiram e saíram distribuir artigos sobre as reuniões e manifestações realizadas de Sons of Liberty, bem como sobre as crenças fundamentais das políticas do grupo e o que eles queriam realizar. Eles relacionavam na impressão os principais eventos da luta contra os novos atos, para promover sua causa, bem denunciar os oficiais locais do governo britânico. Apoiadores de cargos identificados com Sons of Liberty, por injustiça do Stamp Act rapidamente caíram em desgraça e perderam suas posições e logo após eleições locais foram realizadas novamente. Filhos da liberdade realizavam reuniões para decidir que candidatos iríam apoiar, aqueles que trariam a mudança política desejada. Em contrapartida, as autoridades britânicas tentaram denegrir o Sons of Liberty, referindo-se a eles como "Filhos da violência" ou "Filhos da iniquidade".
Além disso, a intercomunicação oferecida entre as colônias pela natureza generalizada do Sons of Liberty, permitiu uma ação decisiva contra o ato de Townshend em 1768. Um por um os grupos escreveram acordos de limitação de comércio com a Grã-Bretanha e impuseram um boicote altamente eficaz contra a importação e venda de mercadorias britânicas.
Em muitos casos suas reuniões públicas se tornaram violentas. Embora as classes mais baixas, muitas vezes concordarem com as ideias apresentadas pelos Sons of Liberty, eles queriam mais ação do que palavras e simples mostra de números. Como tal, a propriedade da pequena nobreza, agentes aduaneiros e outras autoridades britânicas muitas vezes caíram nas mãos da turba popular.
Em New York City Sons of Liberty iriam colocar marcos de liberdade para ficar como um testamento para sua determinação. Os soldados britânicos derrubaram quase todos tão rapidamente quanto eles foram colocados. Esta sucessiva colocação e retirada dos marcos resultou em vários combates entre os dois lados. O mais notável entre estes embates foi a batalha de Golden Hill em 19 de janeiro de 1770, em que muitas pessoas ficaram feridas e pelo menos uma morreu. Surtos violentos em torno dos marcos assolavam intermitentemente até 1766, quando os Patriotas ganharam o controle do governo da cidade de Nova York em abril de 1775.
Em Boston, outro exemplo de violência ocorrida podia ser demonstrado pelo tratamento dado para o oficial do carimbo, Andrew Oliver. Eles queimaram sua efígie nas ruas. Quando ele recusou renunciar, eles escalaram e queimaram o edifício oficial. Mesmo depois que renunciou, destruíram quase toda a casa de seu associado, vice-governador Thomas Hutchinson. Acredita-se que os filhos da liberdade fizeram isso para incitar as classes mais baixas e envolver-se ativamente para rebelar-se contra as autoridades. Suas ações violentas fez muitos oficiais do carimbo demitirem-se de medo.
The Sons of Liberty também foram responsáveis pela queima do HMS Gaspée in 1772.
Em dezembro de 1773, Sons of Liberty emitiram e distribuíram uma declaração na cidade de Nova York chamada a associação dos filhos da liberdade em Nova York, que formalmente declarou sua oposição ao ato do chá, então quem ajudasse na execução do ato era "um inimigo para as liberdades da América" e que "quem transgredisse qualquer uma destas resoluções não seria feito qualquer negócio, dado emprego ou ter qualquer ligação com ele". Os Filhos da liberdade tiveram ação direta para impor a sua oposição ao Ato do Chá quando ocorreu a Festa do Chá de Boston. Membros do grupo, vestindo disfarces de índios americanos, derramaram várias toneladas de chá no porto de Boston, em protesto contra a lei do chá. O Sons of Liberty reuniu-se na longa sala acima da loja de impressão do membro Benjamin Edes e planejou a famosa festa de chá. Durante o planejamento, os Sons of Liberty beberam uma Taça de ponche, posteriormente doada para a sociedade histórica de Massachusetts em Boston.
No início da Revolução Americana, Sons of Liberty geralmente evoluiu ou foi substituído por grupos mais formais como o Comitê de segurança.
Após o fim da Guerra Revolucionária Americana, Isaac Sears juntamente com Marinus Willet e John Lamb, em Nova York, reativaram o Sons of Liberty. Em março de 1784, eles reuniram uma multidão enorme que pediu a expulsão de qualquer remanescente legalista do estado começando em 1º de maio. Os Filhos da liberdade foram capazes de ganhar bastante vagas nas eleições para assembleia em New York de dezembro 1784, suficiente para aprovar um conjunto de leis punitivas contra os legalistas. Em violação do Tratado de Paris (1783) determinaram o confisco da propriedade dos legalistas.

## Bandeira

Bandeira dos Filhos da Liberdade

Em 1767, Sons of Liberty adotou uma bandeira chamada "bandeira rebelde" com nove listras verticais irregulares (cinco vermelhas e quatro brancas). Supõe-se que nove representados nove leais. Uma bandeira com treze listras vermelhas e brancas horizontais, usadas pelos navios mercantes americanos durante a guerra, também foi associada com o Sons of Liberty. Enquanto o vermelho e o branco foram as cores comuns de identificação, outras combinações de cores, como verde e branco, além de amarelo e branco, foram utilizadas.

## Membros notáveis
- John Adams - advogado, Massachusetts
- Samuel Adams - escritor político, coletor de impostos, Boston
- Benedict Arnold - negociante, Norwich
- Benjamin Edes - jornalista/editor da Boston Gazette, Boston
- John Hancock - mercador/contrabandista, Boston
- Patrick Henry - advogado, Virginia
- John Lamb - negociante, New York City
- William Mackay - mercador, Boston
- Alexander McDougall - capitão corsário, New York City
- James Otis, Jr. - advogado, Massachusetts
- Paul Revere - ourives, Boston
- Benjamin Rush - físico, Philadelphia
- Isaac Sears - capitão corsário, New York City
- Haym Solomon - agente financeiro, New York and Philadelphia
- Charles Thomson - professor/secretário, Kentucky
- Joseph Warren - médico/soldado, Boston
- Thomas Young - médico, Boston
- Marinus Willett - marcineiro/soldado, New York
- Oliver Wolcott - advogado, Connecticut
- Rab Silsbee - fictício Son of Liberty de Johnny Tremain.

## Sociedades posteriores
O nome também foi usado durante a Guerra Civil Americana. No início de 1865 a organização Copperhead, os Knights of the Golden Circle, foram reorganizados como a ordem dos filhos da liberdade (Sons of Liberty). Como seus homônimos, estes Sons of Liberty falaram e agiram contra o que eles viam como uma injustiça de direitos frustrados. Neste caso, a injustiça foi sendo cometida pelo governo dos Estados Unidos, negando os direitos aos Estados do Sul para sair da União. A ordem dos filhos da liberdade, encontrou principalmente nos Estados do noroeste daquela época - Indiana, Illinois, Ohio, Missouri e Kentucky - concordância com a ideia de que a União era um estabelecimento voluntário e qualquer Estado que desejasse sair e criar sua própria forma de governo deveria ser autorizado a fazê-lo.
Ao contrário dos Sons of Liberty da época da pré-independência, na Guerra Civil a ordem dos filhos da liberdade era uma organização hierárquica, altamente doutrinária. Os filhos da liberdade original foram unidos simplesmente em seus desejos de mudar a atitude política do governo britânico, mas muitas vezes divergiam sobre os métodos a serem usados e as especificidades do resultado final. Nesta nova ordem dos filhos da liberdade era necessário que os Membros jurassem à sua causa e tinha uma lista rigorosa de regras a serem seguidas, sob pena de punição. Considerando que os filhos da liberdade do século XVIII tentaram evitar conflitos militares de grande escala, a organização do século XIX foi planejada para conflito de grandes proporções, recolhendo e distribuindo armas e munições aos seus membros. A ordem dos filhos da liberdade era contra o projeto de União e planejada para lutar com as tropas do Sul.
Além disso, após a guerra revolucionária americana, os Sons of Liberty foram encarados como patriotas e grandes líderes do novo país. Entretanto após a Guerra Civil, a ordem dos filhos da liberdade enfrentou acusações de traição.
A Improved Order of Red Men, uma sociedade patriótica de segredo fraternal, afirma ser realmente Sons of Liberty, tendo adotado o motivo nativo americano depois de o Boston Tea Party (Festa do Chá de Boston).
Uma das sociedades secretas na University of Virginia chama-se os Sons and Daughter of Liberty.